# Solenobia hirta
Solenobia hirta är en fjärilsart som beskrevs av Bartosova och Duskova 1958. Solenobia hirta ingår i släktet Solenobia och familjen säckspinnare. Inga underarter finns listade i Catalogue of Life.